# المتحف المفتوح بالكرنك
المتحف المفتوح بالكرنك هو متحف أثري في الأقصر، مصر. يقع في الركن الشمالي الغربي من فناء آمون-رع في مجمع الكرنك.
يقع داخل محيط معابد الكرنك، ويضم عدداً من المقاصير المهمة من عصر الدولة الوسطى مثل «المقصورة البيضاء» الخاصة بالملك سنوسرت الأول، بالإضافة إلى مقصورتين من عصر الدولة الحديثة وهما «المقصورة المرمرية» الخاصة بالملك أمنحوتب الأول، و«المقصورة الحمراء» الخاصة بالملكة حتشبسوت، ويضم المتحف أيضاً الكثير من القطع الأثرية مثل تماثيل قرود البابون، وعدداً من الأبواب الوهمية، وغيرها من الآثار الحجرية الضخمة.

## روابط خارجية
- متحف الكرنك المفتوح بالأقصر - مصر